# Llorenç Piera
Llorenç Piera Grau né le 4 novembre 1996, est un joueur de hockey sur gazon espagnol. Il évolue au poste de défenseur au Real Club de Polo et avec l'équipe nationale espagnole.
Il a participé aux Jeux olympiques d'été de 2020.

## Carrière

### Championnat d'Europe
- : 2019
- Top 8 : 2021

### Jeux olympiques
- Top 8 : 2020